# Junia

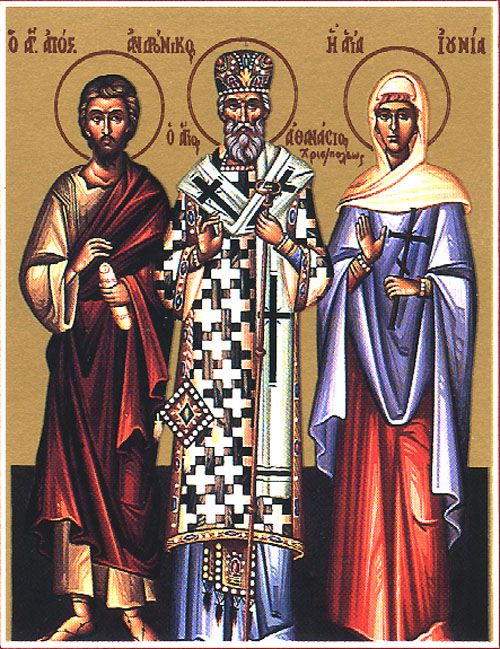
Andronikos, Athanasius av Christianopoulos och Junia (till höger)

Junia är den enda kvinnliga apostel som nämns i Nya Testamentet.

## Junia, kvinnlig apostel
I Bibel 2000, Romarbrevet 16:7, skriver aposteln Paulus att Andronikos och Junias var "högt ansedda som apostlar". Paulus tillägger att Andronikos och Junias hade varit Kristi efterföljare före honom. De kyrkofäder, från den tidiga kristna kyrkan (omkring år 100-300) som har kommenterat texten tolkade det som att dessa två personer var ansedda som apostlar. Det finns ett stort antal källskrifter som vittnar om att Junia var kvinna där annars namnformen Junias är den manliga formen av Junia. Att Junia skulle varit man har inte gått att belägga i den grekisk-romerska litteraturen eller i inskriftsmaterial. Kyrkofadern Johannes Chrysostomos (cirka 347-407) skriver: "Ja, hur stor måste inte visheten hos denna kvinna ha varit som till och med ansågs värdig titeln apostel."
Junia och Andronikos anses vara gifta med varandra, men Junia har ansetts vara apostel på egna meriter. Enligt traditionen kunde Junia och Andronikos bota sjukdomar, driva ut demoner och utföra mirakel. Junia hörde till de judar som var både tidigkristna, nyomvända judar men också med rötter i den hellenistiska kulturen. Troligen var Junia en av de tidigkristna judar som var direkta anhängare till Jeshua, eller Jesus Kristus och hans för den tiden nya lära.
Junia var ett omtyckt namn bland den dåtida aristokratin. Det har varit sed i de helleniserade judiska familjerna att ge sina döttrar latinska namn som Junia, Priscilla hypsiomoides, Claudia och sina pojkar grekiska namn, som till exempel Stefanos, Nikodemos, Filippos eller Andronikos. Omkring 75% av de 517 namn funna i de sex judiska katakomberna i det antika Rom var grekiska namn. Antiochos IV Epifanes cirka 215–164 f.Kr. var kung i seleukidriket mellan 175 och 164 f.Kr. , andre sonen till Antiochos III den store, startade en omorganisation av Jerusalem. Många judar var också helleniserade och samtyckte till Antiochos politik. Som en reaktion på Antiochos hellenisering av Palestina utbröt år 167 f.Kr. det så kallade Mackabéerupproret.
Junia tillhörde den tidiga kristna kyrkans apostlar och var med och byggde upp de tidigaste kristna församlingarna under första århundradet efter Kristus död. Hon högaktades bland de tidiga kristna som en kvinna med stor anseende.

## Försök att presentera Junia som man
Att Junia var en kvinna har sällan ifrågasätts bland forskare och teologer. Den första antydan att Junia inte var kvinna utan man, (manliga namnformen Junias) kommer från Aegidius av Rom (cirka 1243-1316), och då utan någon närmare förklaring. Det finns forskare som anser att detta är ett utslag av ortodoxiens fördomar mot kvinnliga predikanter och lärare, av rädsla för att detta skulle uppmuntra kvinnor att försöka sig på detta. Eftersom det i apostel Paulus brev förekommer en striktare kvinnosyn, kan detta vara en indikation på att han i praktiken var mindre fördomsfull. Även Jacques LeFevre betecknade henne 1512 som man, trots att han hade tillgång till den kvinnliga namnformen. I fortsättningen betecknade man apostel Junia ofta som Junias.
Ett problem med namnformen är att i gamla grekiska texter har man använt versaler i motsats till senare texters gemener. Om det skall tolkas som ett mans- eller kvinnonamn är beroende var accenten sätts. I de gamla texterna med versaler använde man inte accent. Av de 39 moderna bibelutgåvor som producerats sedan Erasmus (1516) har blott en lagt accenten på så sätt att det skulle vara ett mansnamn. Dock i Bibel 2000 skrivs hennes namn som Junias.